# Steh auf
Steh auf è un singolo del supergruppo tedesco/svedese Lindemann, pubblicato il 13 settembre 2019 come primo estratto dal secondo album in studio F & M.

## Video musicale
Il videoclip alterna scene in cui il duo esegue il brano con altre in cui Till Lindemann è intento ad affrontare il proprio alter ego (interpretato dall'attore Peter Stormare) in una stanza completamente rossa, in seguito distrutta dall'arrivo di un esercito di cavalieri mongoli.

## Tracce
Testi di Till Lindemann, musiche di Peter Tägtgren.
1. Steh auf – 3:04
2. Steh auf (Trivium Remix) – 3:07

## Formazione
Gruppo
- Till Lindemann – voce, arrangiamento
- Peter Tägtgren – strumentazione, programmazione, arrangiamento

Altri musicisti
- Clemens Wijers – arrangiamenti orchestrali aggiuntivi

Produzione
- Peter Tägtgren – produzione, ingegneria del suono, registrazione, missaggio
- Jonas Kjellgren – registrazione della batteria
- Svante Forsbäck – mastering

## Classifiche
| Classifica (2019) | Posizione massima |
| ----------------- | ----------------- |
| Belgio (Fiandre)  | 83                |
| Germania          | 8                 |